# Lekooporność

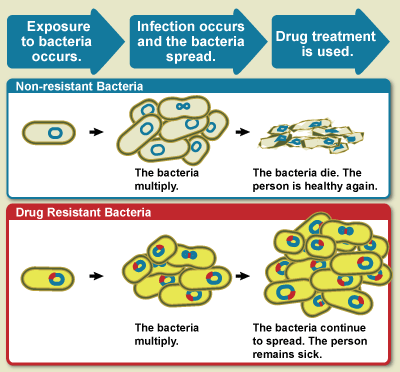
proces lekooporności

Lekooporność – zmniejszona wrażliwość w czasie na te same stężenia leków w trakcie terapii, spowodowane na przykład ich zwiększonym metabolizmem.